# First-Air-Flug 6560
Der Flugunfall bei Resolute Bay war ein Flugunfall, bei dem am 20. August 2011 eine Boeing 737-200 der kanadischen First Air beim Landeanflug auf den Flughafen Resolute Bay in Kanada verunglückte.

## Unglück
Die Boeing 737-200 mit dem Kennzeichen C-GNWN kollidierte knapp 2 km östlich der Landebahn 35T mit einem Hügel. Das Wetter am Zielflughafen war neblig mit einer Sichtweite von ungefähr 5 km.
Als Ursachen werden im Abschlussbericht des TSB unter anderem angegeben:
- Die Kompasse waren nicht ausreichend kalibriert worden.
- Der Autopilot für die ILS-Landung war unbemerkt abgeschaltet worden.
- Der Kapitän schenkte den mehrfach geäußerten Bedenken seines Copiloten hinsichtlich eines falschen Kurses nicht genügend Beachtung.

Zur selben Zeit fand eine militärische Übung im Unfallgebiet statt. Ca. 700 Personen nahmen daran teil. Im Zuge der Übung sollten die Abläufe im Falle eines Flugunfalles trainiert werden, wobei die Übungsteilnehmer schlussendlich mit einem realen Absturz konfrontiert waren. Beide Flugschreiber konnten geborgen werden.

## Überlebende
An Bord befanden sich 15 Personen, davon vier Crew-Mitglieder. Es überlebten drei Passagiere, darunter ein sieben Jahre altes Mädchen.